# Vitoria-Gasteiz
Vitoria-Gasteiz város és egyben alapfokú közigazgatási egység, azaz község Spanyolországban, Baszkföld Araba tartományában. Lakosainak száma 257 968 fő (2024).

## Története
A települést Gasteiz néven alapították, miután VI. Bölcs Sancho 1181-ben legyőzte az arabokat. Később a Navarrai Királyság fontos városa volt. 1332-ben Kasztiliához csatolták. A franciák elleni felkelés központja volt. 1813. június 21-én  itt győzte le Wellington a franciákat.

## Fekvése
Vitoria-Gasteiz Arratzua-Ubarrundia, Elburgo/Burgelu, Barrundia, Iruraiz-Gauna, Bernedo, Iruña de Oca/Iruña Oka, Kuartango, Zuia, Zigoitia, Condado de Treviño és La Puebla de Arganzón községekkel határos.

## Látnivalók
A történelmi városrész az tulajdonképpen a fallal körülvett középkori város, és Vitoria középső, magasabban fekvő részén van. Itt áll a Santa María Székesegyház, más néven a régi székesegyház. Gótikus stílusban épült a XIV. századbban, míg a torony a XVII. századból való.  
A Virgen Blanca tér a történelmi városrész déli végéhez kapcsolódik. Itt sok bár, étterem található. A tér közepén van a vitoriai csatáról megemlékező emlékmű. Ebben a csatában Napóleon hadserege felett győzelmet arattak 1813-ban.
A María Inmaculada Székesegyház, más néven az új székesegyház, nincs messze a Virgen Blanca tértől. Benne található az Arabai Egyházmegyei Szakrális Művészeti Múzeum. A székesegyházat a XX. században építették neogótikus stílusban.
A Baszkföldi Kortárs Művészeti Múzeum vagy Artium a XX. századi modern műalkotásokat mutat be, a század elejétől napjainkig. A Museo Reina Sofía de Madrid után a második legfontosabb ilyen tematikájú múzeumnak számít Spanyolországban. 
Az Arabai Természettudományi Múzeum a középkorban épült Doña Otxanda (kiejtés Donya Ocsanda) toronyban van. Fontos geológiai, botanikai és zoológiai gyűjteményeket mutat be.
Az Arabai Fournier Játékkártya-múzeumban a világ minden részéről származó játékkártyák láthatóak a XV. századtól kezdődően. A múzeum bemutatja azt is, hogyan fejlődött a kártyák gyártása az évszázadok során. A múzeumot a Heraclio Fournier  által 1870-ben alapított kártyagyárhoz kapcsolódik, és unokája, Félix Alfaro Fournier hozta létre a németországi Bielefeld múzeumának mintájára.
Az Arabai Régészeti Múzeum a kártyamúzeumhoz közel van. 1975-ben alapították. A történelem előtti időktől a középkorig mintegy 1500 műtárgyat mutat be.

## Oktatás
Vitoriában található a Baszkföldi Egyetem Arabai Campusa. Az oktatott szakok: mérnöki tudomány, közgazdaságtan, vállalkozás, gyógyszerészet, sport, irodalom. A Baszföldi Egyetem az egyetlen állami egyetem a kétmilliós Baszkföldön. Az egyetem összes diakjának 15%-a tanul Vitoriában, a másik két campus a Bizkaiai Campus (Leioa, Bilbao, Portugalete és Barakaldo), és a Gipuzkoai Campus (San Sebastián és Eibar).

## Sport
A Deportivo Alavés, illetve rövidítve az Alavés spanyolországi labdarúgóklubot 1921-ben alapították Vitoria-Gasteiz városában. Puskás Ferenc edzőként dolgozott itt 1968 és 1970 között. A Deportivo Saski-Baskonia, S.A.D, rövidebben Saski Baskonia vagy Baskonia egy 1959-ben alapított professzionális kosárlabdacsapat. Hanga Ádám a csapatban játszott 2013 és 2017 között.

## A város híres szülöttei
- Unai Simón Mendibil labdarúgó

## Testvértelepülések
- Kutaiszi
- Vitória
- Angoulême
- Cogo (Egyenlítői Guinea)
- Anaheim
- Sullana
- Zug, Western Sahara
- La Güera
- Mar del Plata
- Victoria
- Ibagué
- Dortmund

## Népesség
A település lakosságának változását az alábbi diagram mutatja:
| Lakosok száma | 218 902 | 223 702 | 227 568 | 235 661 | 239 562 | 242 082 | 244 634 | 251 774 | 253 093 | 257 968 |
|               | 2001    | 2004    | 2006    | 2009    | 2011    | 2014    | 2016    | 2019    | 2021    | 2024    |